# Norka Ramírez
Yastin Norka Ramírez Cárdenas (Lima, 17 de abril de 1968) es una actriz peruana.

## Biografía
Reconocida actriz profesional y docente, con amplia experiencia en teatro, televisión, cine (corto y largometrajes), promoción, eventos y publicidad, así como locución comercial y doblaje durante más de 30 años.  
Estudió en la Escuela Nacional Superior de Arte Dramático.
Comenzó haciendo teatro para niños, y posteriormente ingresó a la televisión con Natacha, Los de arriba y los de abajo y Los unos y los otros.
En 1995 actuó en la obra Medea, la encantadora como Creusa.
En el cine, laboró en los filmes Coraje de Alberto Durant, Pantaleón y las visitadoras, Ojos que no ven de Francisco Lombardi, Polvo enamorado de Lucho Barrios y El mudo de los hermanos Vega. También interpretó a Sarita Colonia en el documental Sarita (1999).
Ramírez participó en montajes teatrales como Quijote, obra presentada en el IV Festival de Teatro Otoño Azul en Buenos Aires, Argentina.
Ramírez es una de los integrantes fundadores, junto con otros reconocidos actores de Keto Impro, grupo de investigación sobre la improvisación en el teatro, con el que obtuvo el segundo lugar en el Mundial de Impro realizada en la capital argentina en el año 2004.
En 2004 en televisión, actuó en la miniserie Misterio. En 2005 Lobos de mar. En 2006 empezó a actuar en la serie policial La gran sangre, durante tres temporadas, interpretando a Raquel.
Ramírez concursó en la segunda temporada del reality show de baile Bailando por un sueño conducido por Gisela Valcárcel, donde obtuvo el tercer puesto tras tres meses de competencia . seguidamente concursó en la temporada Bailando por un sueño: reyes de la pista , donde obtuvo el sexto puesto.
En 2011 actuó en la telenovela La Perricholi por América Televisión. Seguidamente actuó en varias miniseries para el mismo canal junto a Del Barrio Producciones y otras productoras.
Actualmente, se dedica a la docencia, en el cual realiza diferentes talleres de actuación para niños y jóvenes. Dentro de sus alumnos, destaca la actriz y bailarina Alexia Barnechea.

## Televisión

### Series y telenovelas
- Natacha (1990-1991) como Úrsula.

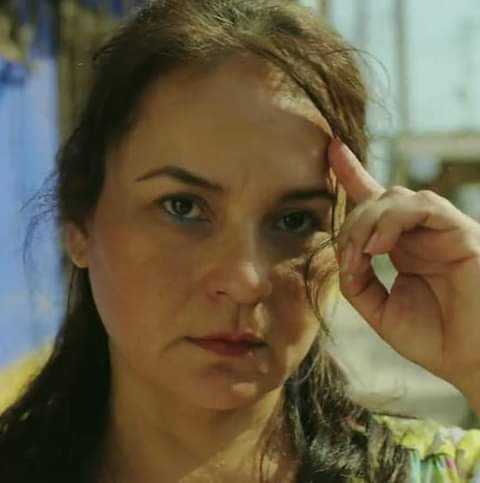
Norka Ramírez en la miniserie Llauca.

- Los de arriba y los de abajo (1994) como Carmencita.
- Los unos y los otros (1995) como María Petra.
- Pobre diabla (2000) como Alicia.
- Soledad (2001) como la China.
- Misterio (2004) como Juana.
- Los del Solar (2005) como Juana.
- Lobos de mar (2005) como Cuchillo.
- La gran sangre (2006) como Raquel.
- La gran sangre, contra las diosas malditas (2006) como Raquel.
- La gran sangre: el encuentro final (2006) como Raquel.
- Yuru, la princesa amazónica (2007) como Nuna.
- Por la Sarita (2007) como Nidia.
- Néctar en el cielo (2007) como Rosita.
- Los Jotitas (2008) como Cecilia Bazalar.
- Dina Páucar, el sueño continúa (2008) como Zafiro Reyna.
- Sally, la muñequita del pueblo (2008) como Jazmín.
- Magnolia Merino (2008) como Donatella Watson.
- Chico de mi barrio (2010) como Diana.
- La Perricholi (2011) como María Teresa Hurtado de Mendoza y de la Cueva.
- La fuerza (2011) como Hermana Dolores.
- Yo no me llamo Natacha 2 (2012) como Samantha.
- Solamente milagros (2012), Episodio: Ángel protector como Mamá.
- Mi amor, el wachimán (2012-2014) como Pilar.
- La reina de las carretillas (2012-2013) como Ana María «la Cuchilla».
- Vacaciones en Grecia (2013) como Jackie.
- Derecho de familia (2013), 1 episodio como María.
- Conversando con la Luna (2014) como Ana.
- Solo una madre (2017) como Teresa.
- Colorina (2017) como Corina.
- Cumbia pop (2017-18) como Pina.
- Mi esperanza (2018) como Consuelo «Cucha» Díaz Quispe.
- En la piel de Alicia  (2019) como Isidora Castro de Rey.
- Llauca (grabado en 2019 y estrenado en 2021) como Carmen Rosa.
- La otra orilla  (2020) como abogada.
- Maricucha 2 (2022 - 2023) como Doña Herminia Huamán vda. de Lopez «Mamá Herminia».
- Pitucas sin Lucas (2024) como Sandra
- La Rosa de Guadalupe Perú (2025) como Sonia (Episodio: Amor ideal).

### Reality shows
- Bailando por un sueño (2008), 3° puesto.
- Bailando por un sueño: reyes de la pista (2008), 6° puesto.

## Cine

### Películas
- Coraje (1998) como Chata Bertha.
- Pantaleón y las visitadoras (1999) como Vanessa Visitadora #5.
- Ojos que no ven (2003) como enfermera.
- Polvo enamorado (2003) como Ofelia.
- Taxista (2007) como Sonia.
- El premio (2009) como Meche.
- Mañana te cuento (2005) como Juanita.
- Cielo oscuro (2012) como exesposa de Toño.
- El mudo (2013)
- El evangelio de la carne (2013) como Grimanesa.
- Amigos en apuros (2018)
- Chabuca (2024) como Nelly Yesquén.

### Documentales
- Sarita (1999)

### Cortometrajes
- Una 45 para los gastos del mes (2000)
- Oro para ciegos (2001)
- Violencia (2007)
- María Quinceañera (2011) como mamá
- Los cuatro jinetes del eucalipto (2014)
- El hueco (2015)
- Madrigueras (2018) como Hilda.
- El pescador (2019) como Doris Aguilar.

### Obras virtuales
- Las 5 preguntas eróticas (2020)
- Christian Bale es un huevón (2020)

## Teatro
- Medea, la encantadora (1995) como Creusa.
- Soñando a Camille (1999)
- Orquídeas del paraíso (1999)
- Quijote (2003)
- Un misterio, una pasión (2003)
- Otoño como Ana.
- Los opuestos se atraen (2001)
- Cyrano de Bergerac (2010) como Lisa, Sor Martha.
- Nadar como perro (2012) como Ingrid.
- Avenida Q, El musical (2012), como Tucurito.
- Full Monty (2015)
- Un Misterio una Pasión (2018) como La Madre
- El Evangelio según Mariana (2022)
- Rosmery y el Libertador (2023) como Mamá Yastín
- La tinta del Coronel (2025) como Doña Luz